# Jüdischer Friedhof (Přeštice)

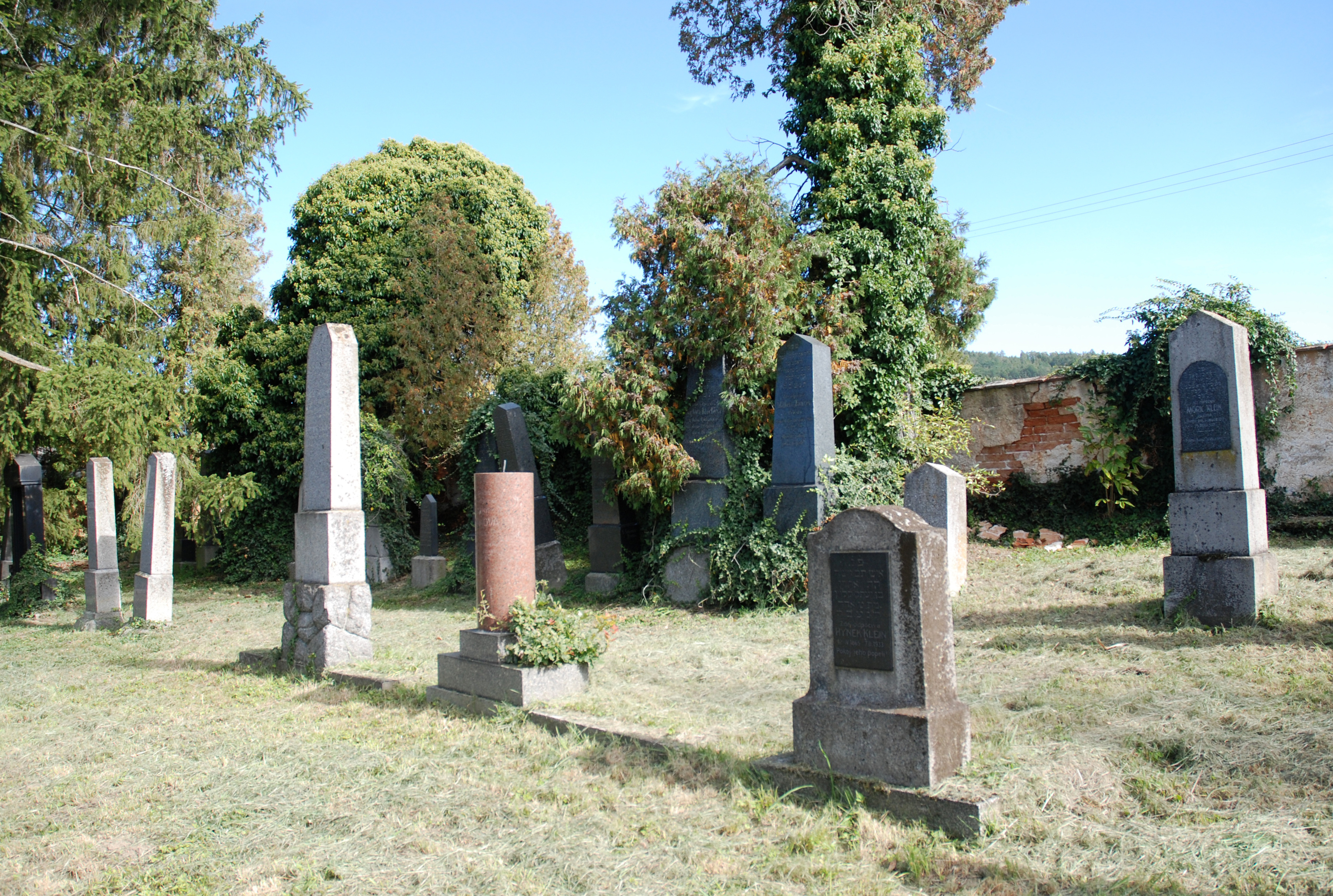
Jüdischer Friedhof in Přeštice

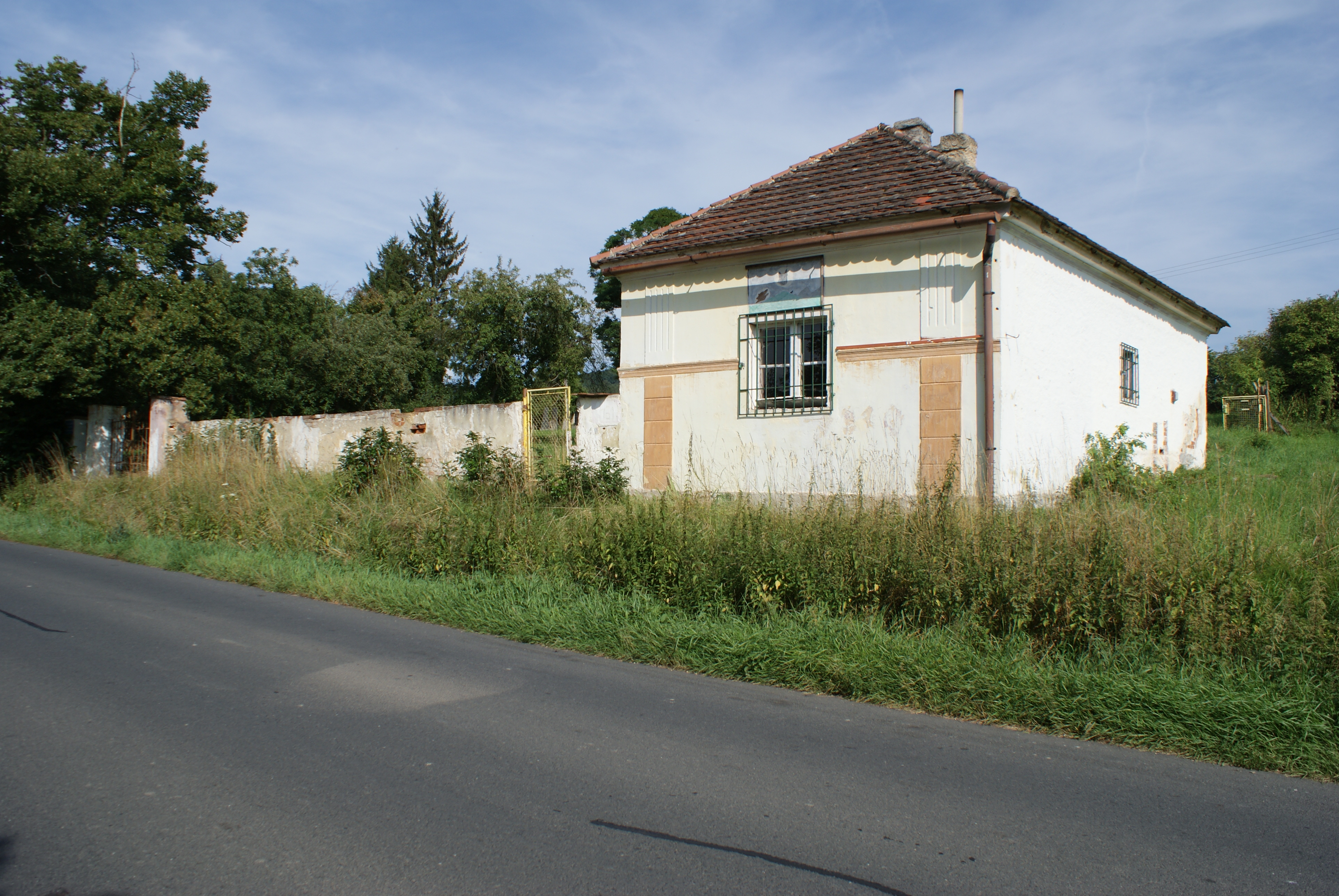
Taharahaus

Der Jüdische Friedhof in Přeštice (deutsch Prestitz), einer Stadt im Okres Plzeň-jih in Tschechien, wurde 1907 angelegt. Der jüdische Friedhof ist ein geschütztes Kulturdenkmal.
Auf dem Friedhof befinden sich noch circa 47 Grabsteine. Das Taharahaus ist noch erhalten.
Der Rabbiner Leopold Singer ist auf dem Friedhof bestattet.